# روبرت كامبل (كاتب)
روبرت كامبل (بالإنجليزية: Robert Campbell)‏ هو صحفي ومهندس معماري وكاتب أمريكي، ولد في 31 مارس 1937 في بوفالو في الولايات المتحدة.